# دييغو لونا (لاعب كرة قدم)
دييغو لونا (بالإسبانية: Diego Luna) هو لاعب كرة قدم فنزويلي، ولد في 2 يناير 2000 في سيوداد بوليفار في فنزويلا. لعب مع Deportivo La Guaira F.C. ‏.

## وصلات خارجية
- دييغو لونا على موقع قاعدة بيانات كرة القدم.إي يو (الإنجليزية)
- دييغو لونا على موقع Soccerway.com (الإنجليزية)
- دييغو لونا على موقع عالم كرة القدم.نت (الإنجليزية)